# Stancija
Stancija (prema tal. stanza: soba) ili dvori je graditeljski i gospodarski kompleks temeljen na obiteljskoj zadruzi kao gospodarskoj jedinici i povezan s gospodarskim korištenjem prostora koje se zasniva na ugovornom pravu iz razdoblja posljednje kolonizacije Istre u 17. i 18. stoljeću.
Prema njemu kolonisti nisu stjecali vlasništvo nad zemljištem nego samo pravo plodouživanja, ispaše, korištenja drva te građenja. Stancije su karakteristične za južnu i zapadnu Istru (područje nekadašnjega pulskog i porečkog agera), ali se pojavljuju i u drugim dijelovima Istre. Sadrže sve elemente ruralne arhitekture, a u organizaciji prostora slijede načelo postupnog dodavanja sličnih elemenata. Stambene jedinice nižu se ovisno o porastu broja članova obiteljske zajednice, a koncentrirane su oko gospodarskog dvorišta, dvora, po kojem se stancije u jugoistočnoj Istri i nazivaju. Iako su kod stancija zastupljeni isti kreativni momenti kao i kod tradicionalnih sela, one su sve do sredine 20. stoljeća uglavnom sačuvale identifikacijske osobitosti. Vrhunac u gospodarskom korištenju ruralnoga prostora dosegnut je potkraj 19. stoljeća. Procesi deagrarizacije i urbanizacije intenzivno su se nastavili nakon 2. svjetskog rata, pa je velik broj stancija bio napušten ili je pao na minimum biološke održivosti, a neke su asimilirane u veće urbane ili poluurbane prostore, pretvarajući se u izdvojene stambene zone.
Zahvaljujući revitalizaciji istarskog sela, koja je započela sredinom 1990-ih razvojem agroturizma, obnovljen je i veći broj očuvanih stancija. Relativno su dobro očuvane: Marana, Detoffi, Negrin i Golubovo na području Vodnjana, Menighetti na području Bala, Bašarinka, Kaligari i Červar na području Poreča, Komparićka i Negričani, zatim Filipanski, Bičići i Vidasovi dvori na području Marčane, Marinoni između Pule i Medulina te Katun u Boljunskom Polju. Ponekad se narodni naziv stancija rabi i za ladanjske gospodarske komplekse.